# Călugăru, Teleorman
Călugăru este un sat în comuna Botoroaga din județul Teleorman, Muntenia, România. Se află în partea de est a județului,  în Câmpia Găvanu-Burdea. La recensământul din 2002 avea o populație de 1.131 locuitori.